# Жерела до історії України-Руси
«Жере́ла до істо́рії Украї́ни-Руси́» — збірник документальних матеріалів з історії України 16-18 ст., виданий Археографічною комісією Наукового товариства ім. Шевченка у Львові (11 тт., 1895—1924 рр.). В «Жерелах» опубліковано люстрації (описи) та інвентарі західноукраїнських земель 1564—1566 і 1570 рр.; опис королівських і шляхетських маєтностей у Галичині, документальні матеріали й літописи про національно-визвольну війну 1648—1654 рр., документи з історії козацтва за 1531—1632 і 1648—1657 рр., ватиканські матеріали до історії України 1648—1657 рр., щоденник генерального підскарбія А.Марковича за 1735—1740 рр. Всі документи надруковані мовою оригіналів зі збереженням мовних особливостей. Частину документів подано зі скороченнями. Більшість томів мають ґрунтовні передмови, іменні та географічні покажчики.